# Stipa tirsa
Stipa tirsa là một loài thực vật có hoa trong họ Hòa thảo. Loài này được Steven miêu tả khoa học đầu tiên năm 1857.

## Hình ảnh

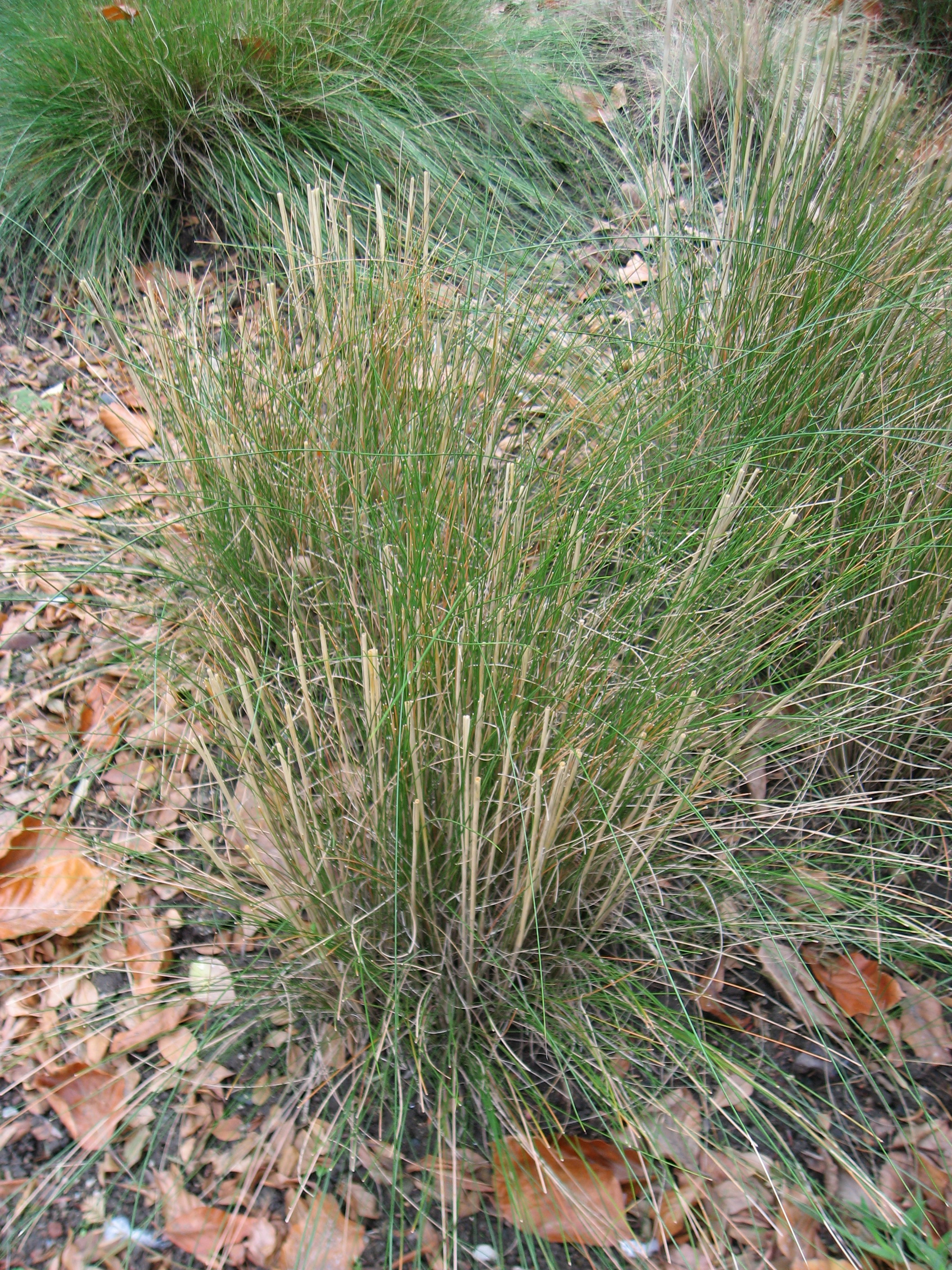
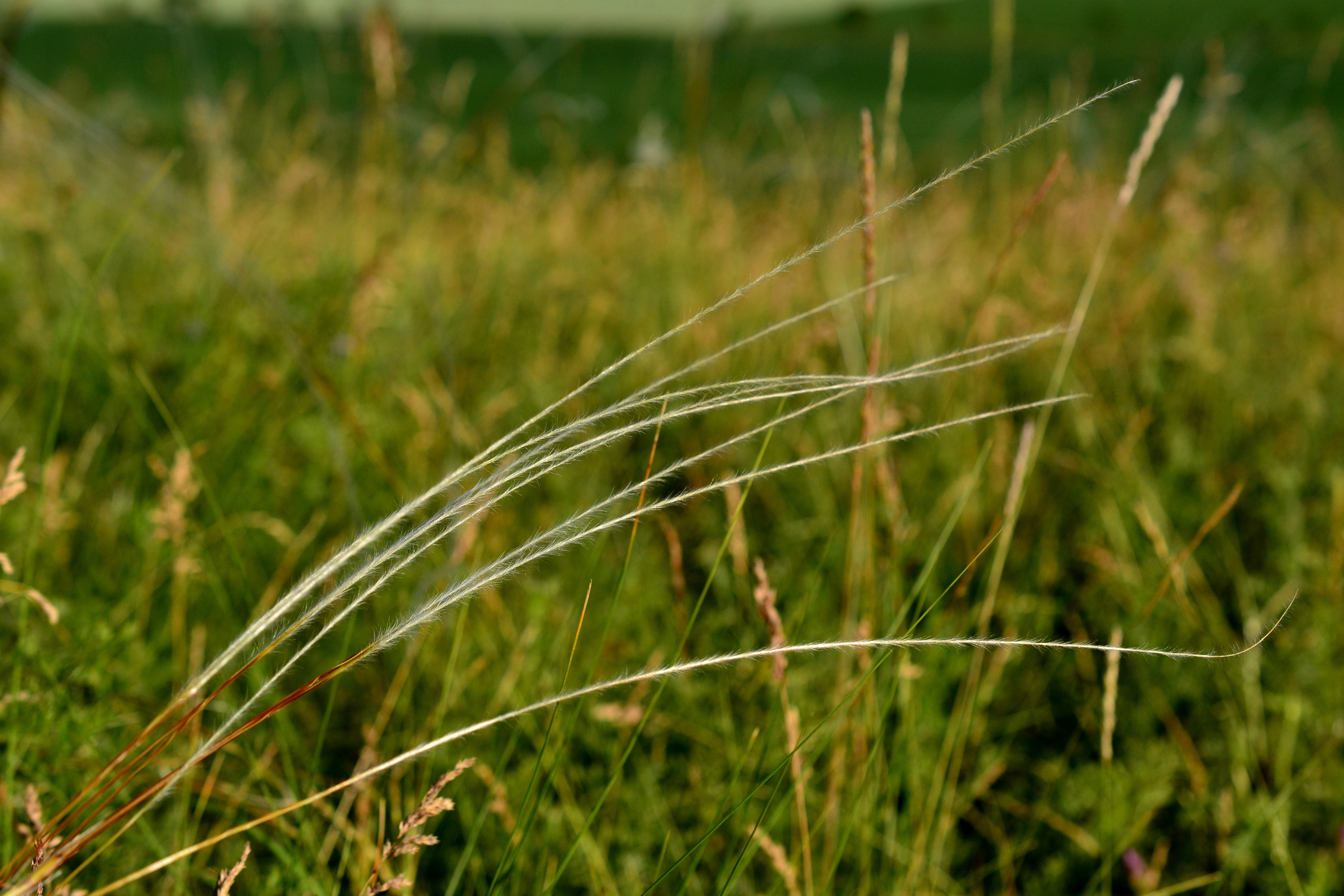
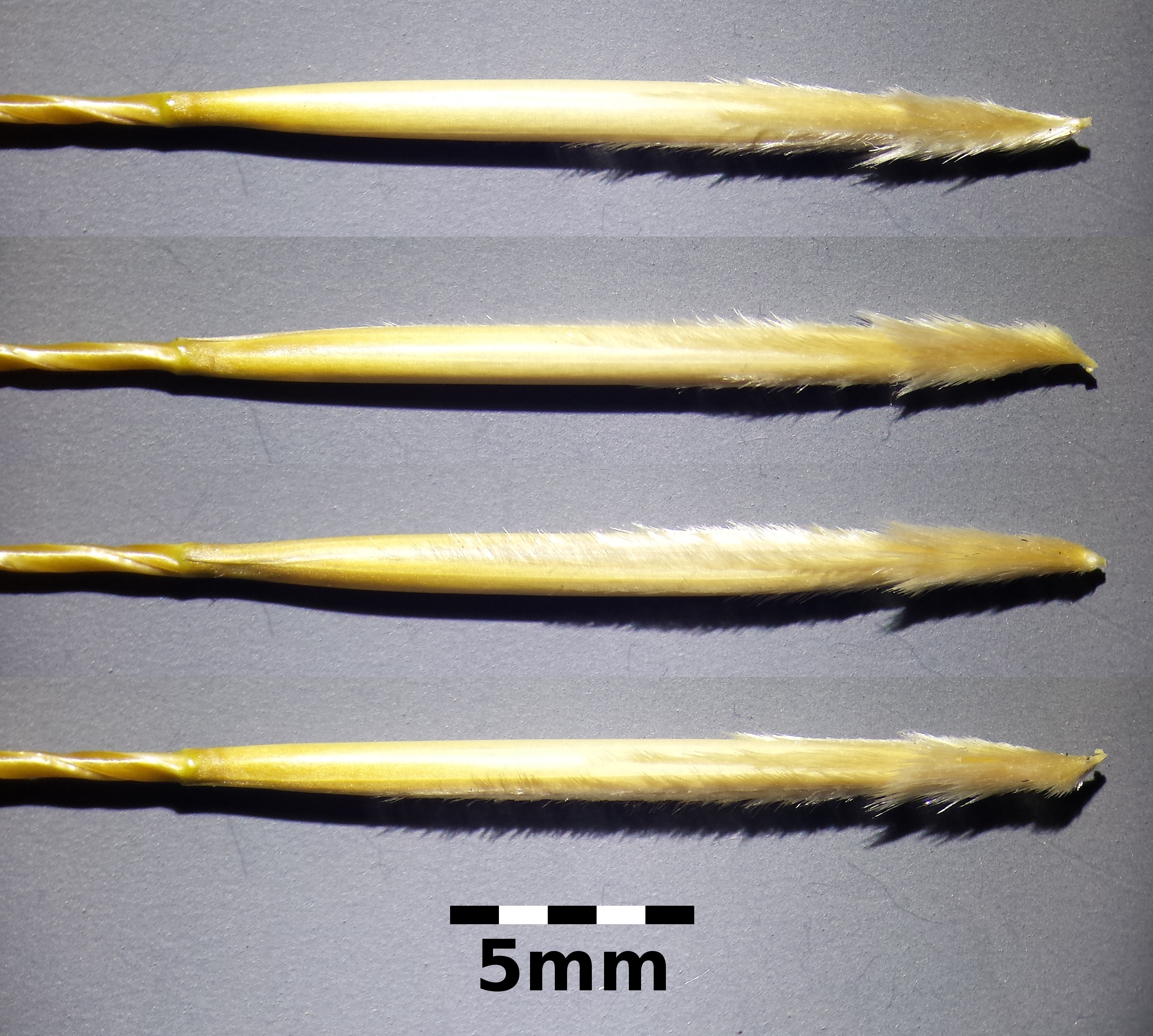
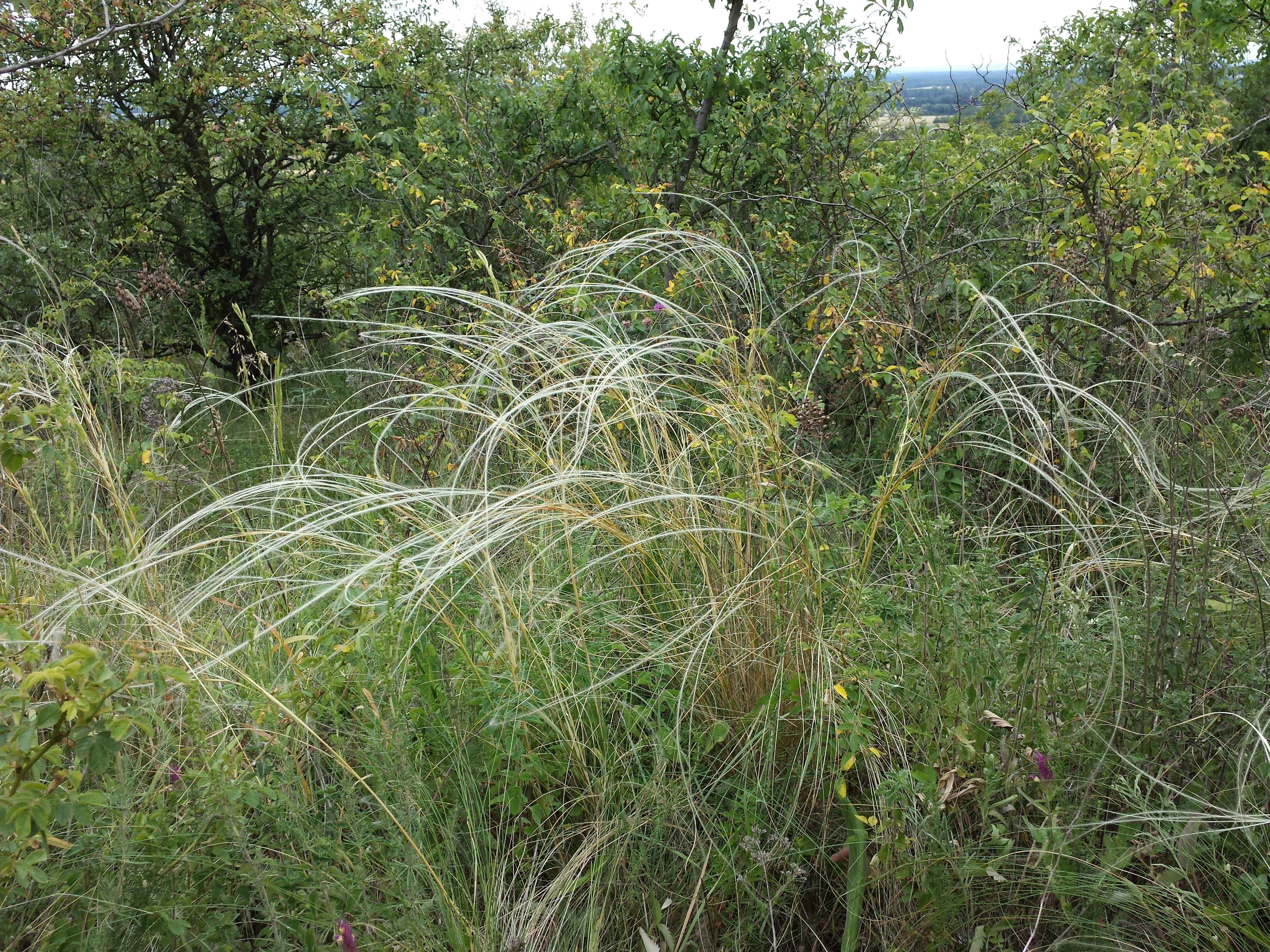